# Naissance en 1982
Naissance
- 1978
- 1979
- 1980
- 1981
- 1982
- 1983
- 1984
- 1985
- 1986

Les naissances en 1982 concernent les personnalités nées entre le 1er janvier et le 31 décembre 1982.

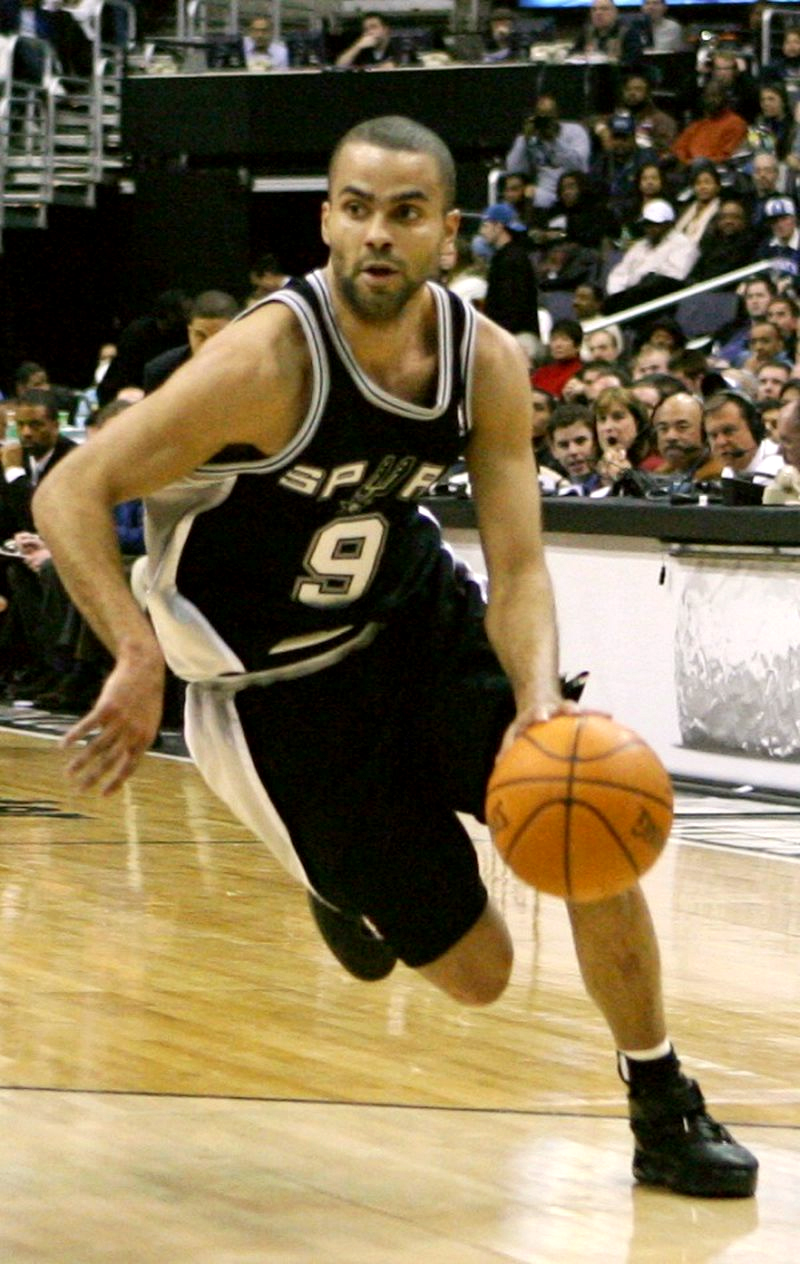
Tony Parker en 2007.

## Janvier

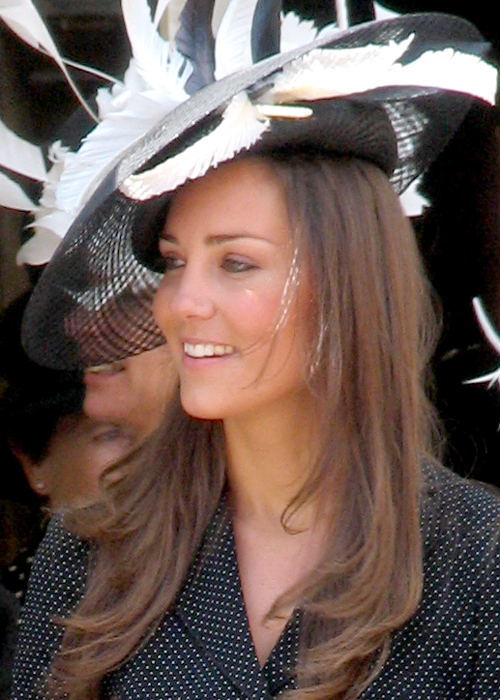
Kate Middleton en 2008.

- 1er janvier : David Nalbandian, joueur de tennis argentin, finaliste de Wimbledon 2002.
- 3 janvier : 
  - « Manzanares » (José María Dolls Samper), matador espagnol.
  - Park Ji-yoon, chanteuse, actrice et mannequin sud-coréenne.
- 5 janvier :
  - Franziska Liebhardt, athlète handisport allemande.
  - Jaroslav Plašil, footballeur tchèque.
  - Karel Geraerts, footballeur belge.
  - Morgan Turinui, joueur de l'Équipe d'Australie de rugby à XV.
- 6 janvier : 
  - Gilbert Arenas, joueur de basket-ball NBA.
  - Eddie Redmayne, acteur britannique
- 7 janvier : 
  - Lauren Cohan, actrice britannico-américaine.
  - Andreas Matzbacher, coureur cycliste autrichien († 24 décembre 2007).
- 8 janvier : 
  - Jonathan Cantwell, coureur cycliste australien († 6 novembre 2018).
  - Gaby Hoffmann, actrice américaine.
  - Khaled ben Mohammed ben Zayed Al Nahyane, prince héritier d'Abou Dhabi.
  - Kim Jong Un, dirigeant suprême de la Corée du Nord
- 9 janvier : « Kate » Middleton, Princesse de Galles, épouse du prince William, Prince de Galles.
- 11 janvier : 
  - Anthony Delhalle, pilote moto de vitesse et d'endurance français († 9 mars 2017).
  - Blake Heron, acteur américain († 8 septembre 2017).
  - Julie Villers, comédienne et humoriste belge.
  - Son Ye-jin, actrice et mannequin sud-coréenne.
- 12 janvier :
  - Velichko Cholakov, haltérophile bulgare et azerbaïdjanais († 20 août 2017).
  - Paul-Henri Mathieu, joueur de tennis français.
- 15 janvier : Katrin Mueller-Rottgardt, athlète handisport allemande.
- 16 janvier : 
  - Guillermo Coria, joueur de tennis argentin.
  - Justin Reed, joueur de basket-ball américain († 20 octobre 2017).
  - Erwann Le Péchoux, escrimeur français.
- 17 janvier :Dwyane Wade, joueur américain de basket-ball
- 18 janvier :Ruby Franke, criminelle américaine et vidéaste web
- 19 janvier : 
  - Pete Buttigieg, homme politique américain.
  - Zineb El Rhazoui, journaliste franco-marocaine.
  - Jodie Sweetin, actrice américaine
- 20 janvier : Ruchi Sanghvi, ingénieure informaticienne et femme d'affaires indo-américaine.
- 21 janvier : Ben Idrissa Derme, footballeur burkinabé († 11 septembre 2016).
- 23 janvier : Erika Moulet, journaliste française.
- 24 janvier : Aurélien Calvo, cofondateur du groupe KKC Orchestra.
- 25 janvier : Sho Sakurai, chanteur japonais du groupe Arashi.
- 26 janvier : 
  - Shingo Murakami, chanteur et acteur japonais.
  - Wes Brown, acteur américain.
- 28 janvier : Camila Alves, mannequin américaine d'origine brésilienne.
- 29 janvier : 
  - Adam Lambert, chanteur américain.
  - Daiana Santos, femme politique brésilienne.
- 31 janvier : Élena Paparízou, chanteuse grecque.

## Février
- 3 février :

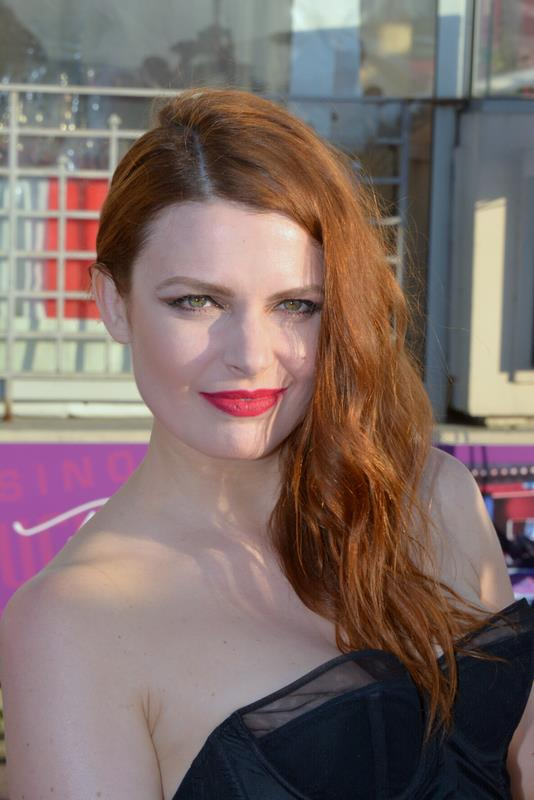
Élodie Frégé en 2017.

  - Maggy Biskupski, policière française († 12 novembre 2018).
  - Laurent Maistret, mannequin, danseur, sportif et animateur français.
  - Bridget Regan, actrice américaine
- 4 février : 
  - Laurence Arné, actrice et humoriste française.
  - Moïse Brou Apanga, footballeur gabonais († 26 avril 2017).
  - Tatiana-Laurence Levasseur, candidate de téléréalité et animatrice de télévision française.
- 5 février : Nicolas Gilsoul, copilote de rallye belge.
- 8 février : 
  - Alice Eve, actrice britannique.
  - Mohamed Chérif Tarèche, footballeur algérien.
  - Victor Le Masne, musicien et compositeur français
- 10 février : Justin Gatlin, athlète américain.
- 11 février : Natalie Dormer, actrice anglaise.
- 12 février : Bobi Wine, musicien, activiste et homme politique ougandais.
- 14 février : Ray, catcheuse japonaise († 30 août 2018).
- 15 février : 
  - Elodie Frégé, chanteuse française.
  - Nesrine Tafeche, actrice et chanteuse algéro-syrienne.
- 20 février : Alexandre Paulikevitch, artiste libanais.
- 25 février : Pan Xiaoting, joueuse de billard chinoise.
- 26 février : 
  - Yoshika Arai, athlète japonaise.
  - Nate Ruess, chanteur américain
- 28 février : 
  - Randi Zuckerberg, entrepreneuse américaine, sœur ainée de Mark Zuckerberg.
  - Natalia Vodianova, mannequin et actrice russe

## Mars

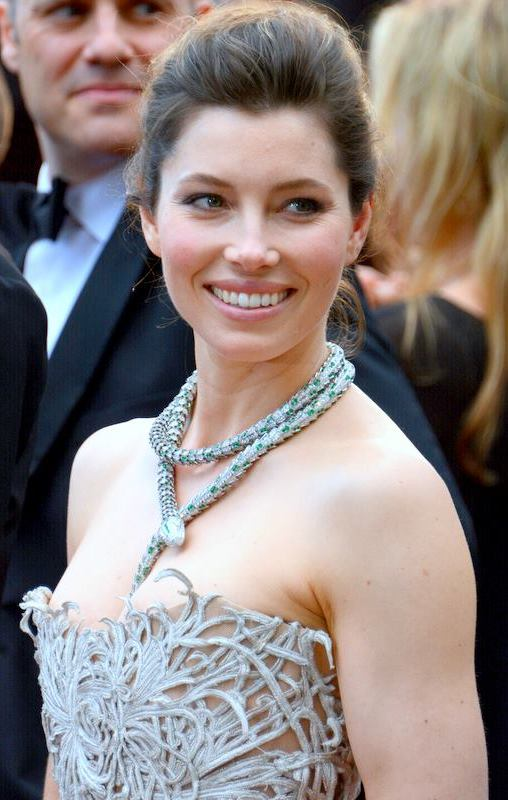
Jessica Biel en 2013.

- 2 mars : Johan Philip "Pilou" Asbæk, acteur danois.
- 3 mars : Jessica Biel, actrice américaine.
- 5 mars : 
  - Thierry Fabre, judoka français.
  - Ha Seok-jin, acteur sud-coréen.
- 9 mars : Mirjana Lučić, joueuse de tennis croate.
- 11 mars : Patrícia Araújo, actrice pornographique hongroise († 6 juillet 2019).
- 13 mars : Gisela Mota Ocampo, femme politique mexicaine († 2 janvier 2016).
- 15 mars : Johann Fauveau, kickboxer français et boxeur de Muay-thaï.
- 17 mars :
  - Yves-Matthieu Dafreville, judoka français.
  - Natalia Matsak, danseuse ukrainienne.
- 19 mars :
  - Nicole Ferroni, humoriste et comédienne française.
  - Nilah Magruder, auteure de bande dessinée américaine.
- 21 mars : Bård Urheim Ylvisåker, humoriste norvégien du duo Ylvis.
- 25 mars : Danica Patrick, pilote automobile américaine.
- 28 mars : Luis Tejada, footballeur panaméen († 28 janvier 2024).
- 30 mars : Philippe Mexès, footballeur français.
- 31 mars : David Poisson, skieur alpin français († 13 novembre 2017).

## Avril

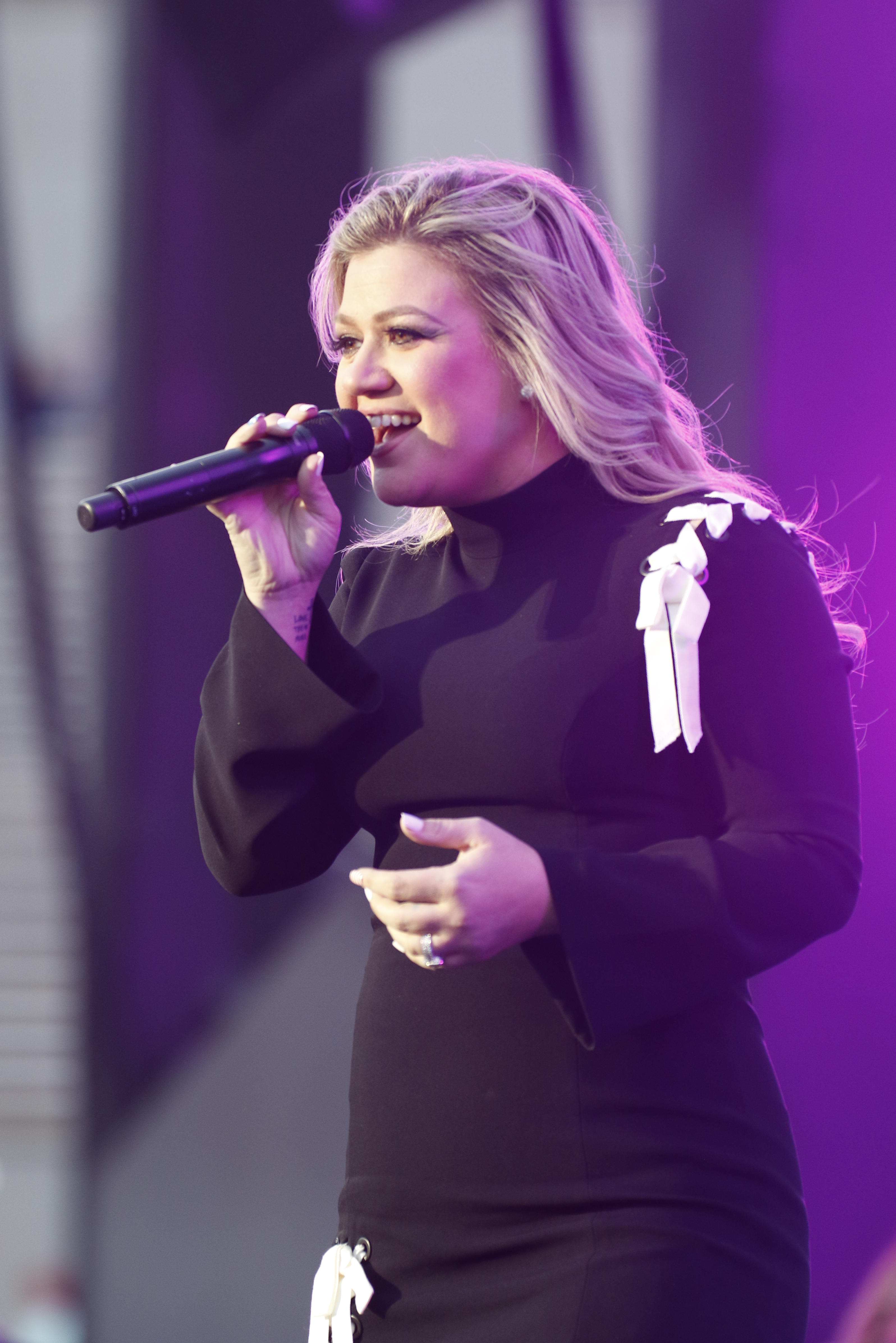
Kelly Clarkson en 2018.

- 2 avril : David Ferrer, joueur de tennis espagnol, finaliste de Roland Garros 2013.
- 3 avril : Cobie Smulders, actrice et ancienne mannequin internationale canadienne.
- 4 avril :
  - Anne-Sophie Girard, comédienne, humoriste, dramaturge et écrivaine française.
  - Jéssica Cediel, journaliste, mannequin et animatrice de télévision colombienne.
- 9 avril : Mason Ewing, styliste et producteur non voyant camerounais.
- 10 avril : Ilse Ott, actrice néerlandaise.
- 12 avril : Juras Požela, homme politique lituanien († 16 octobre 2016).
- 14 avril : Tera Wray, actrice pornographique américaine († 14 janvier 2016).
- 15 avril : Marie Kremer, Actrice belge.
- 16 avril : Boris Diaw, basketteur français.
- 17 avril :
  - Lee Joon-gi, acteur, chanteur et mannequin sud-coréen.
  - Barbara Weldens, chanteuse française († 19 juillet 2017).
- 19 avril : Roustem Oumierov, homme politique ukrainien.
- 22 avril : Kaká, footballeur brésilien.
- 23 avril : Dmitry Markov, photographe russe († 16 février 2024).
- 24 avril :
  - Kelly Clarkson, chanteuse américaine.
  - Marie-Claire Kakpotia Koulibaly-Moraldo, militante pour les droits des femmes congolaise.
  - Maria Kolesnikova, flûtiste et activiste politique biélorusse.
- 25 avril : 
  - Karine Ferri, animatrice de télévision française et mannequin.
  - Maxime Fomine, correspondant militaire et blogueur ukrainien († 2 avril 2023).
- 26 avril :
  - Stanislas Forlani, comédien et directeur artistique français.
  - Jerusa Geber dos Santos, athlète handisport brésilienne.
  - Jon Lee, acteur et chanteur britannique.
- 29 avril : Barbara Prakopenka, actrice et mannequin biélorusse, naturalisée allemande.
- 30 avril : 
  - Kirsten Dunst, actrice, scénariste, réalisatrice, productrice, chanteuse et mannequin américano-allemande.
  - Joe Perrino (en), acteur américain.

## Mai
- 1er mai : 

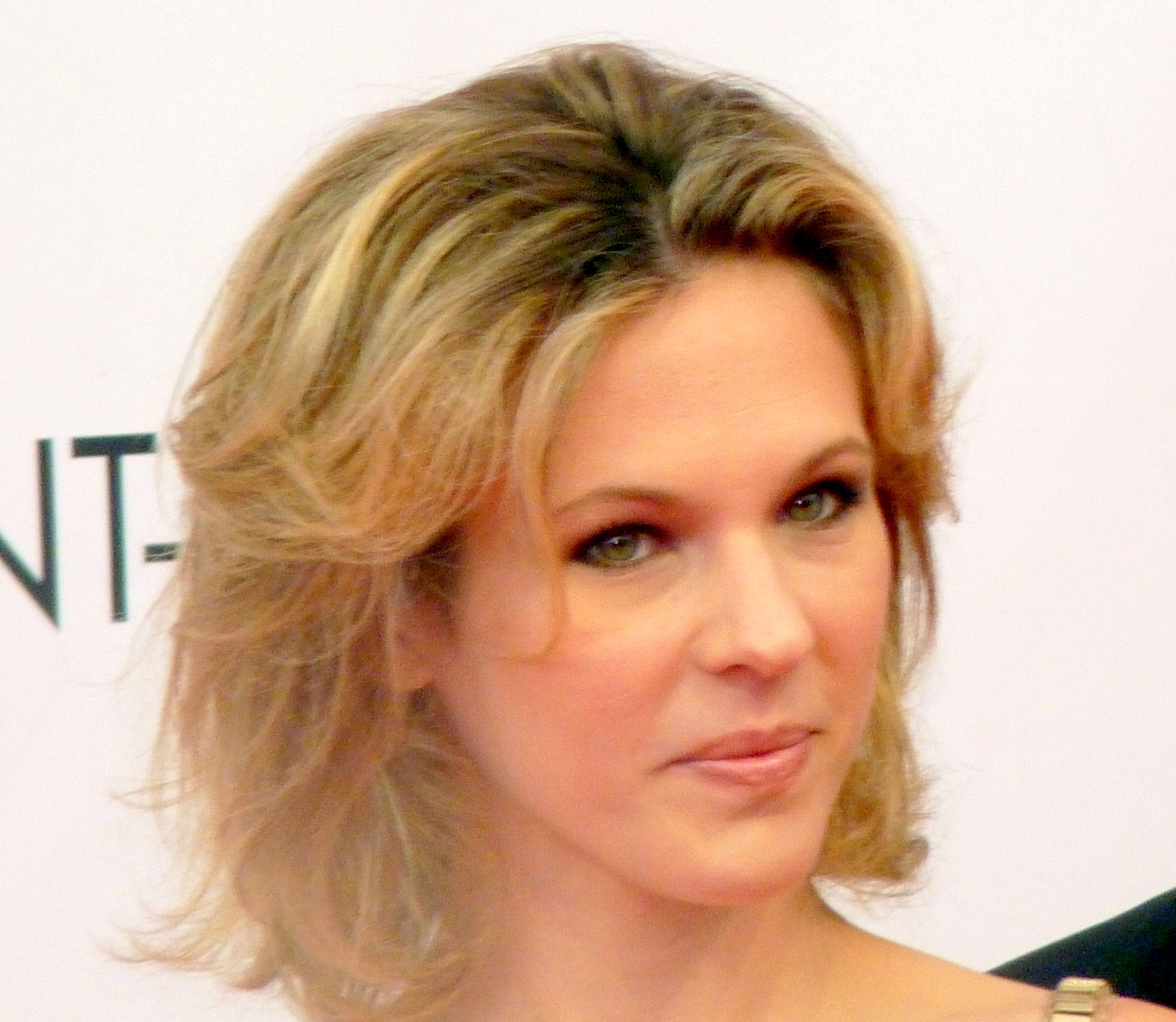
Lorie en 2012.

  - Tommy Robredo, joueur de tennis espagnol, 5 fois quart de finaliste à Roland Garros.
  - Jamie Dornan, acteur nord irlandais.
- 2 mai : Lorie, chanteuse française.
- 6 mai : Duri Camichel, joueur de hockey sur glace suisse († 28 avril 2015)
- 7 mai : Matt Gaetz, homme politique américain et représentant des États-Unis pour la Floride depuis 2017.
- 11 mai : Cory Monteith, acteur et chanteur canadien († 13 juillet 2013).
- 16 mai : Steven Dick, diplomate britannique († 24 mars 2020).
- 17 mai : 
  - Tony Parker, basketteur français.
  - Vjosa Osmani, Présidente de la République du Kosovo depuis 2021.
- 20 mai : Donald Reignoux, acteur et comédien de doublage français.
- 25 mai : Muriel Noah Ahanda, athlète camerounaise.
- 26 mai : Bert Hana, acteur, réalisateur et metteur en scène néerlandais.
- 29 mai :
  - Anastassia Karlovitch, joueuse d'échecs.
  - Łukasz Kwiatkowski, coureur cycliste polonais († 25 novembre 2018).
- 31 mai : Steph McGovern (en), journaliste anglaise.

## Juin

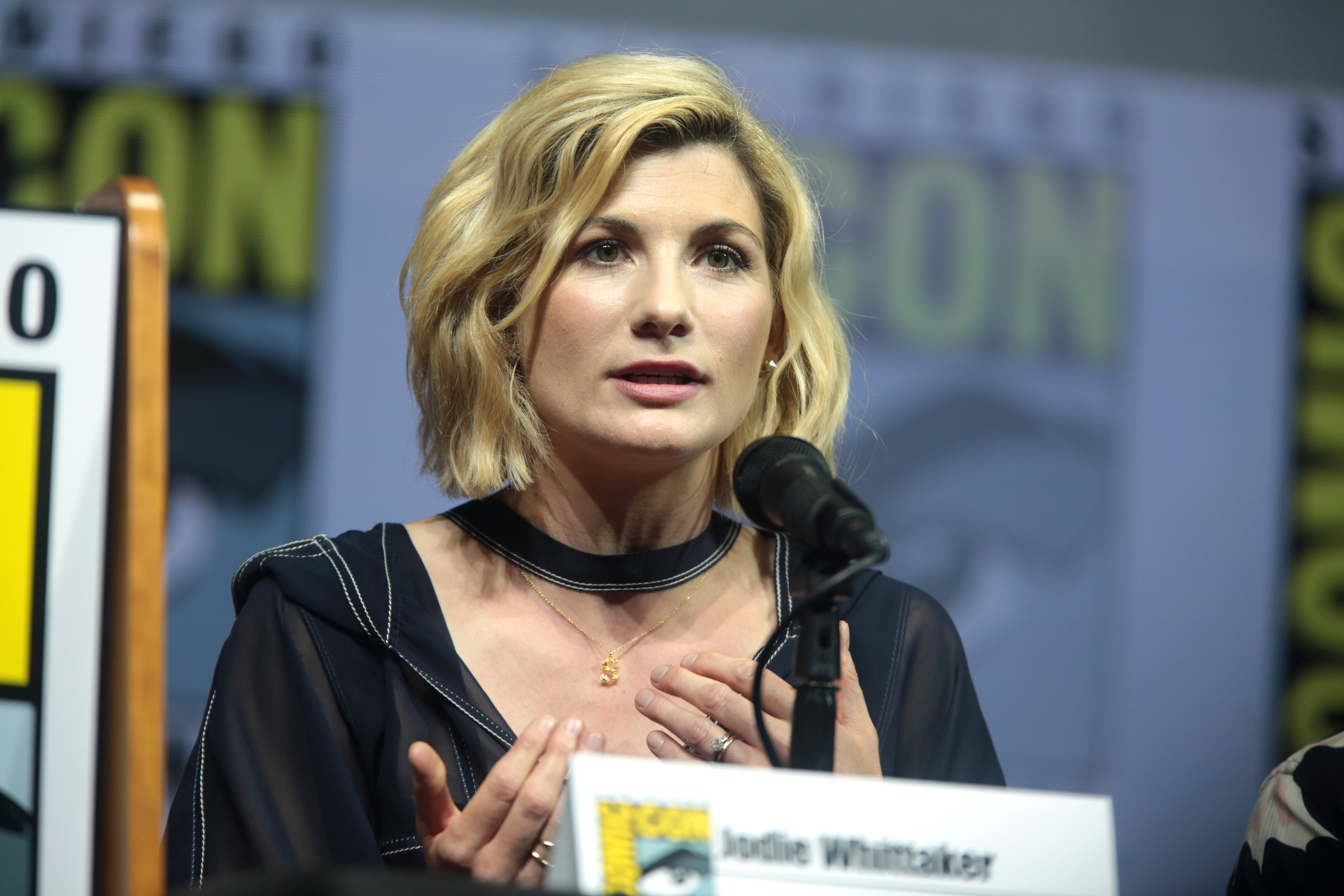
Jodie Whittaker en 2018.

- 1er juin : Justine Henin joueuse de tennis belge.
- 2 juin : Jewel Staite, actrice canadienne.
- 6 juin : Angie Ballard, athlète handisport australienne.
- 9 juin : Haidar Abdul-Razzaq, joueur de football international irakien († 5 juin 2022).
- 10 juin : Issa Doumbia, humoriste et acteur français.
- 11 juin : Diana Taurasi, basketteuse italo-américaine.
- 13 juin : Kenenisa Bekele, athlète éthiopien.
- 14 juin :
  - Lang Lang, pianiste chinois
  - Lawrence Saint-Victor, acteur américain.
- 15 juin : Anna Bilotti, femme politique italienne.
- 17 juin :
  - Arthur Darvill, musicien, chanteur et acteur britannique.
  - Marek Svatoš, joueur de hockey sur glace slovaque († 5 novembre 2016).
  - Jodie Whittaker, actrice britannique.
  - Dobet Gnahoré, chanteuse ivoirienne de variétés africaines.
- 18 juin : 
  - Irakli Garibachvili, homme d'Etat géorgien.
  - Po-Shen Loh, entraîneur de l'équipe américaine des Olympiades internationales de mathématiques.
- 19 juin : 
  - Gabriella Wright, actrice, mannequin et chanteuse britannique.
- 20 juin : George Forsyth, footballeur et homme politique péruvien.
- 21 juin :
  - William du Royaume Uni, Prince de Galles, premier dans l'ordre de succession au trône britannique.
  - Saran Kaba Jones, militante libérienne.
- 23 juin : Kirsten Neuschäfer, navigatrice sud-africaine.
- 25 juin : 
  - Mikhail Youzhny, joueur de tennis russe.
  - Jung Ji-hoon (ou Rain), auteur-compositeur-interprète, acteur et homme d'affaires sud-coréen.

## Juillet

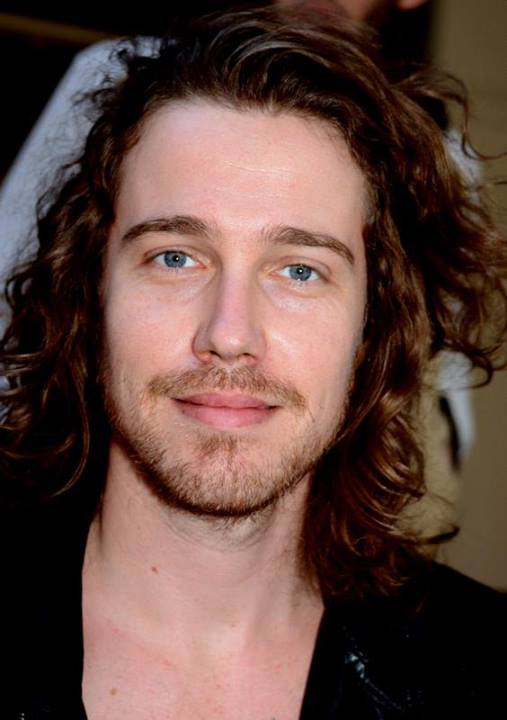
Julien Doré en 2013.

- 1er juillet : Hilarie Burton, actrice américaine.
- 2 juillet : Xavier de Rosnay, musicien français, membre du groupe Justice.
- 4 juillet : Anne Barnhoorn, actrice néerlandaise.
- 5 juillet :
  - Philippe Gilbert, coureur cycliste belge.
  - Beno Udrih, joueur de basket-ball slovène évoluant en NBA.
- 6 juillet : Tay Zonday, vidéaste et chanteur américain.
- 7 juillet : Julien Doré, chanteur français.
- 8 juillet : Sophia Bush, actrice américaine.
- 9 juillet : Céline Dumerc, basketteuse française.
- 10 juillet : Leila Alaoui, photographe et vidéaste franco-marocaine († 18 janvier 2016).
- 17 juillet : André Vásáry, chanteur hongrois, soprano.
- 18 juillet :
  - Priyanka Chopra Jonas, chanteuse, actrice indienne et mannequin.
  - Jared Padalecki, acteur américain.
- 20 juillet : Ebru Kocaağa, mannequin et actrice turque.
- 21 juillet : Mao Kobayashi, actrice et présentatrice japonaise († 22 juin 2017).
- 22 juillet : Anna Chicherova, athlète russe.
- 23 juillet : Paul Wesley, acteur, réalisateur et producteur américain.
- 24 juillet : Luka Rocco Magnotta, criminel canadien.
- 25 juillet : Brad Renfro, acteur américain († 15 janvier 2008).
- 27 juillet :
  - Gévrise Émane, judoka française.
  - Wolé Parks, acteur américain.
  - Joacine Katar Moreira, historienne et femme politique portugaise.
- 28 juillet : 
  - Tom Pelphrey, acteur américain.
- 29 juillet : Allison Mack, actrice germano-américaine.
- 30 juillet : Eva María Moral, para triathlète espagnole.

## Août
- 1er août :

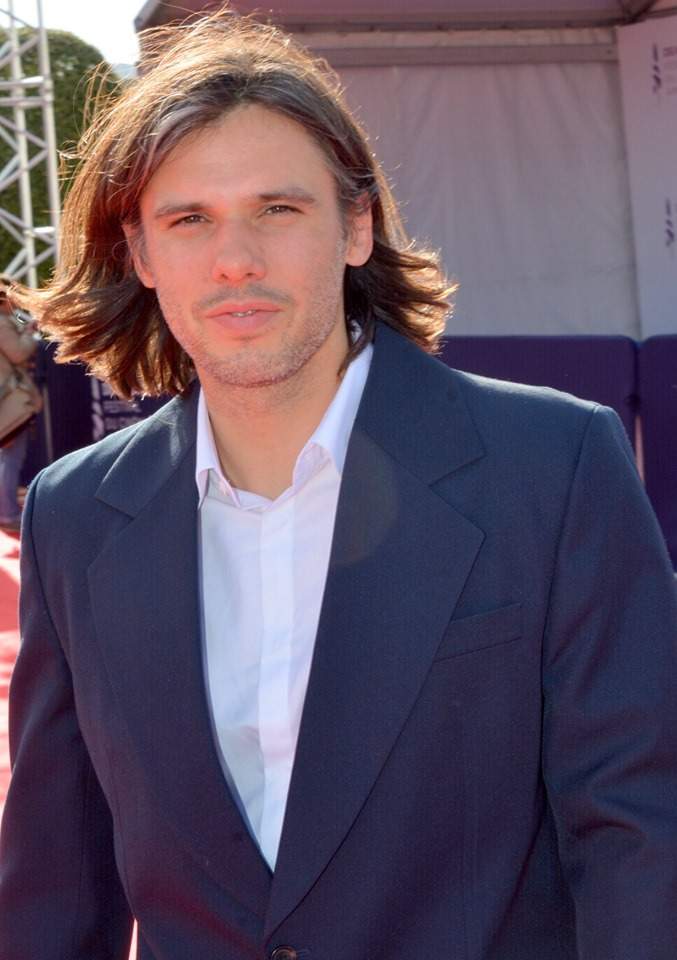
Orelsan en 2019.

  - Oluchi Onweagba, mannequin nigérian.
  - Orelsan, rappeur français.
  - Syahrini, actrice indonésienne.
- 3 août : Kempes, footballeur brésilien († 28 novembre 2016).
- 11 août : Grégoire Ludig, acteur, humoriste et producteur français.
- 16 août : Nick Ayers, stratégiste américain.
- 17 août : Mark Salling, acteur et musicien américain († 30 janvier 2018).
- 20 août : Jamil Walker Smith, acteur américain.
- 21 août : Coco, dessinatrice de presse française.
- 24 août : Laura Kutika, réalisatrice, scénariste et romancière congolaise.
- 25 août
  - Benjamin Diskin, acteur américain.
  - Jung Jae-sung, joueur de badminton sud-coréen († 9 mars 2018).
- 26 août : Lee El, actrice sud-coréenne.
- 29 août : Kyan Khojandi, humoriste, acteur, scénariste et réalisateur français.
- 30 août : Andy Roddick, joueur de tennis américain.

## Septembre
- 4 septembre : 
  - Janine Chang, actrice taiwanaise.

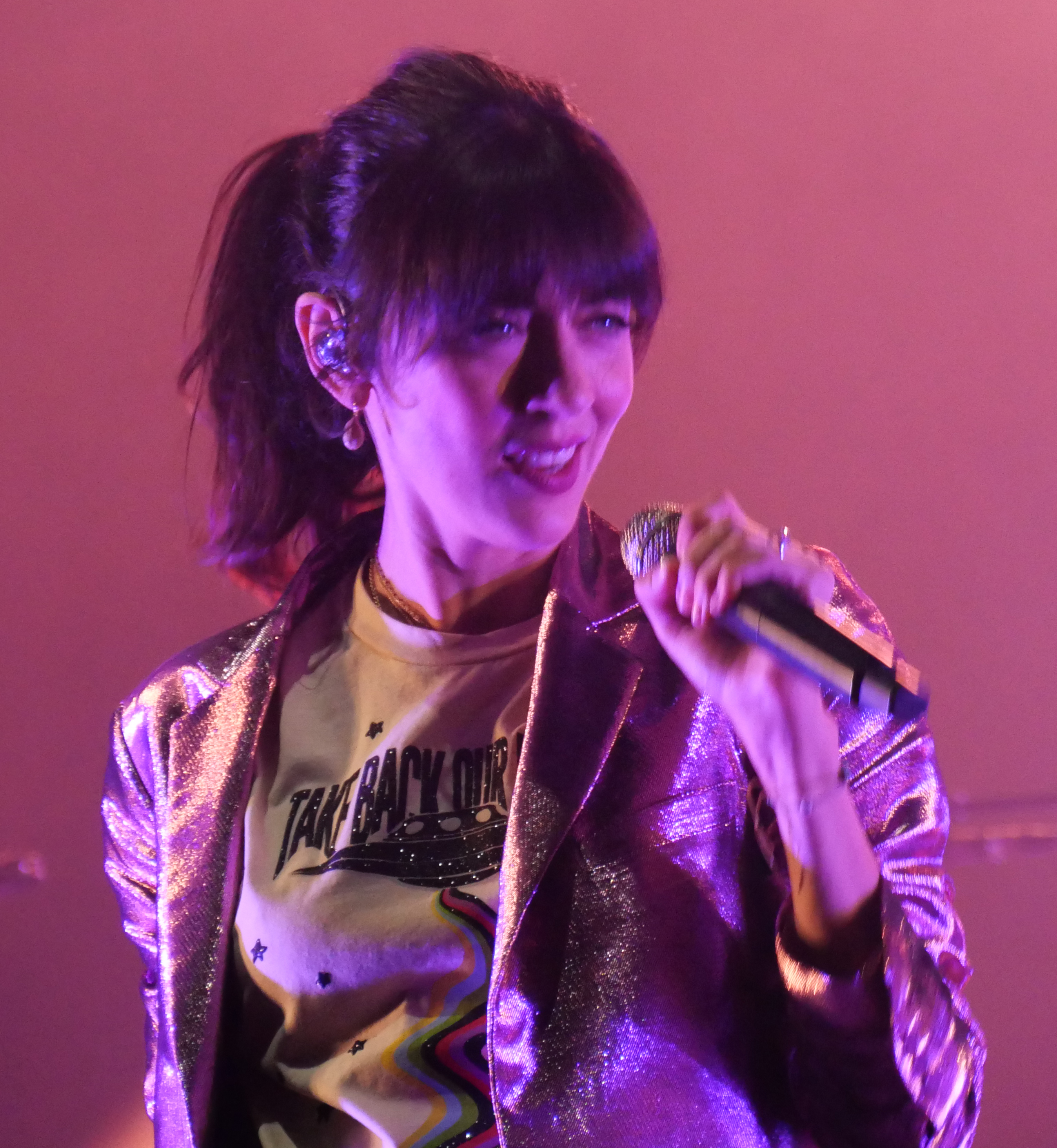
Nolwenn Leroy en 2018.

  - Annabelle Euranie, judokate française.
- 6 septembre : Monique van der Werff, actrice néerlandaise.
- 7 septembre : Fanie Fayar, actrice congolaise (RC).
- 8 septembre : Austin Lee Russell connu sous le nom de scène Chumlee, acteur et homme d'affaires américain.
- 11 septembre : 
  - Svetlana Tikhanovskaïa, femme politique biélorusse.
  - Elvan Abeylegesse, athlète de fond turque.
  - Lieuwe Westra, coureur cycliste néerlandais († 14 janvier 2023).
- 14 septembre : Hiroki Narimiya, acteur japonais.
- 17 septembre : Vérino, humoriste et comédien français.
- 19 septembre : Amir Shapourzadeh, footballeur germano-iranien.
- 20 septembre : Hu Ge, acteur et chanteur chinois populaire en Chine.
- 22 septembre : Billie Piper, chanteuse, actrice britannique.
- 23 septembre :
  - Bevin Prince, actrice américaine.
  - Shyla Stylez, actrice pornographique canadienne († 9 novembre 2017).
  - 26 septembre : Rob Burrow, joueur de rugby à XIII anglais (†2 juin 2024).
- 27 septembre : Lil Wayne, rappeur américain.
- 28 septembre :
  - Ray Emery, joueur de hockey sur glace canadien († 15 juillet 2018).
  - Nolwenn Leroy, chanteuse française.
- 30 septembre : 
  - Clément Parmentier, humoriste et comédien.
  - Lacey Chabert, actrice américaine.

## Octobre

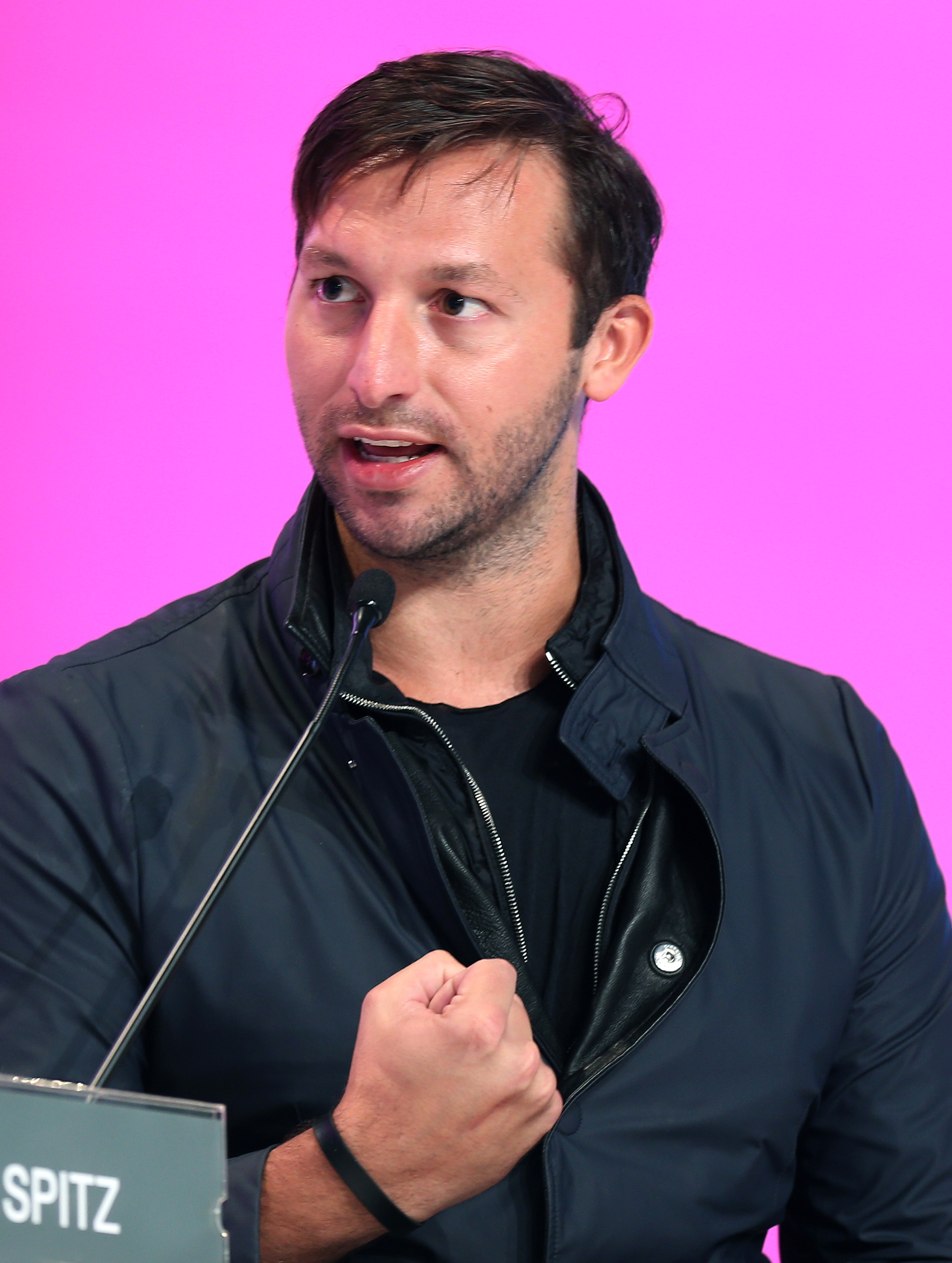
Ian Thorpe en 2012.

- 7 octobre : Robby Ginepri, joueur de tennis américain.
- 9 octobre :
  - Oh Se-jong, patineur de vitesse sur piste courte sud-coréen († 27 juin 2016).
  - Modeste M'Bami, footballeur camerounais  († 7 janvier 2023).
- 10 octobre : Dan Stevens, acteur britannique.
- 11 octobre : 
  - Terrell Suggs, joueur de foot américain.
  - Gérald Darmanin, homme politique français.
- 12 octobre : Sébastien Rassiat, vidéaste français.
- 13 octobre : 
  - Ian Thorpe, nageur australien.
  - Stéphanie Loire, animatrice de télévision et de radio française.
- 16 octobre : 
  - Frédéric Michalak, rugbyman français.
  - Kim Ah-joong, actrice, mannequin et chanteuse sud-coréenne.
- 18 octobre : Thierry Amiel, chanteur français.
- 20 octobre : Katie Featherston, actrice américaine.
- 21 octobre : Matthieu Penchinat, comédien, clown, humoriste, acteur et metteur en scène français.
- 23 octobre : Bradley Pierce, acteur américain.
- 27 octobre : Wasfia Nazreen, alpiniste et écrivaine bangladaise.
- 28 octobre : Matt Smith, acteur britannique.
- 29 octobre : Nikolay Chebotko, fondeur Kazakh († 24 janvier 2021).
- 30 octobre :
  - Chimène Badi, chanteuse française.
  - Clémence Poésy, actrice française.

## Novembre

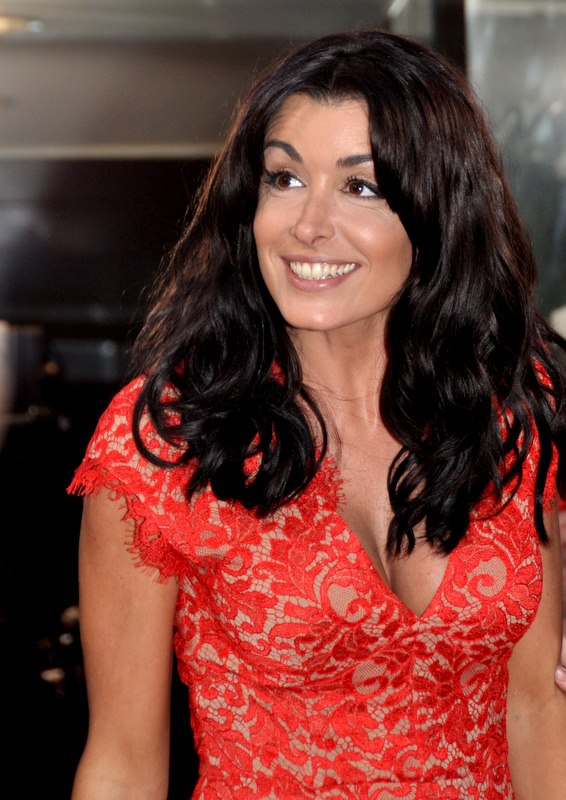
Jenifer en 2012.

- 1er novembre : Pierre-Alexandre Robin, judoka français, médaillé mondial en 2005.
- 4 novembre : Geneviève Guilbault, femme politique canadienne.
- 5 novembre : 
  - Jer Adrianne Lelliott, actrice américaine.
  - Rob Swire, musicien et interprète australien.
- 10 novembre : 
  - Sandrine Martinet-Aurières, judoka française, championne paralympique en 2016.
  - Heather Matarazzo, actrice américaine.
  - Sultan Kösen, turc d'origine kurde, l'homme vivant le plus grand du monde, selon le livre Guinness des records.
- 11 novembre : Jean-Baptiste Boursier, journaliste de radio et de télévision français.
- 14 novembre : 
  - Astride Palata, joueuse de handball congolaise.
  - Laura Ramsey, actrice américaine.
- 15 novembre : 
  - Jenifer, chanteuse et actrice française.
  - Susie Abromeit, actrice américaine.
- 18 novembre : Marlène Schiappa, écrivaine, militante féministe et femme politique française.
- 26 novembre :
  - Olga Malinkiewicz, physicienne polonaise.
  - Frédéric Molas, youtuber français et créateur de la chaîne Joueur du Grenier.
- 28 novembre : 
  - Emma Booth, actrice  australienne et ancien mannequin.
  - Jean-Claude Draza, homme politique de la République démocratique du Congo.
- 30 novembre : Elisha Cuthbert, actrice canadienne.

## Décembre
- 1er décembre : 

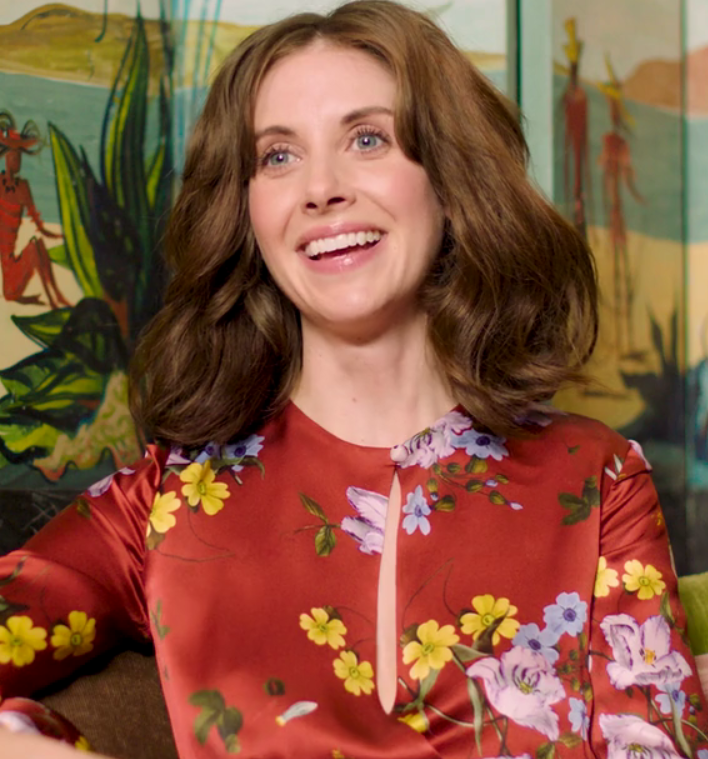
Alison Brie en 2017.

  - Alfredo Pacheco, footballeur salvadorien († 27 décembre 2015).
  - Mbaye Leye, footballeur sénégalais.
- 3 décembre : Pamela Badjogo, artiste d'origine gabonaise.
- 6 décembre : Alberto Contador, coureur cycliste espagnol.
- 8 décembre : 
  - Hannah Ware, actrice et mannequin anglaise.
  - Nicki Minaj, rappeuse américaine.
- 11 décembre : Natalia (chanteuse) (en), chanteuse espagnole.
- 18 décembre : Tiphaine Rivière, autrice dessinatrice.
- 20 décembre : David Cook, auteur-compositeur-interprète de rock américain.
- 21 décembre : Thomas Payne, acteur britannique.
- 24 décembre : Masaki Aiba, chanteur japonais du groupe Arashi.
- 28 décembre : Jennifer Decker, actrice française.
- 29 décembre : Alison Brie, actrice américaine.
- 30 décembre : Kristin Kreuk, actrice et productrice déléguée canadienne.

## Date inconnue
- Coralie Chevallier, psychologue française.
- Katharina Mückstein, réalisatrice et scénariste autrichienne.
- Khashayar Mostafavi, écrivain et réalisateur iranien.
- Leonidas Iza, militant kichwa-panzaleo des droits des autochtones et homme politique équatorien.
- Sabatina James, écrivaine autrichienne.
- Glicéria Tupinambá, artiste, enseignante et leader autochtone.